# A ruota libera
A ruota libera è un film del 2000 scritto, diretto ed interpretato da Vincenzo Salemme, liberamente tratto dalla commedia teatrale Passerotti o pipistrelli? dello stesso Salemme.

## Trama
Pericle Caruso è diventato paralitico dopo un intervento mal riuscito dal professor Lamappen in Francia. Due anni dopo, Pericle insieme all'avvocato Cardamone e al suo amico Mario Pecorella, lo denuncia. Mario però è restìo a testimoniare a causa dell'amicizia tra il principale di quest'ultimo, il primario Volpetti, e il prof. Lamappen. Infatti Volpetti promette a Mario una promozione se quest'ultimo ritira la denuncia. Inoltre Mario è l'amante della moglie di Volpetti, Maria Grazia. Durante il viaggio per la Francia, Pericle si ferma in Toscana insieme a Silvia, sua infermiera, Cardamone e le sue zie Beatrice e Natalizia.
Stranamente Pericle si incontra sulla spiaggia con Mario che è in vacanza con la moglie Teresa, il figlio animalesco Giacomino e con il suo principale a sua volta accompagnato dalla moglie Maria Grazia. Lì Pericle scopre la storia tra Mario e Maria Grazia e cerca di aiutarli mettendo a disposizione la sua camera per la notte. Arrivato il giorno dell'incontro, Mario e Maria Grazia vengono colti in flagrante da Volpetti che cerca di sparargli ma viene ucciso dal suo stesso colpo di pistola.
Radunatisi, Pericle e Cardamone cercano un modo per far sparire il cadavere del primario, ma improvvisamente Volpetti si rianima, ma completamente privo di senno. Quella stessa sera Silvia riesce attraverso un piccolo discorso a far confessare a Pericle l'amore che prova per lei, facendosi dare un bacio. Quindi in quel momento i due si fidanzano. Partono quindi tutti per la Francia, e al processo Mario trova il coraggio di testimoniare contro il medico.
Trent'anni dopo Pericle e Silvia si sono sposati ed hanno avuto un figlio sano; Maria Grazia si prende cura del marito ormai fuori di testa, mentre Giacomino è diventato un donnaiolo.

## Differenze traPasserotti o pipistrellieA ruota libera
- Nello spettacolo teatrale non compaiono: Silvia, zia Natalizia, l'avvocato Cardamone, mentre il figlio di Mario, Giacomino, non compare mai nel film.
- Nel film Beatrice è la zia di Pericle, mentre in Passerotti o pipistrelli? è la sorella.
- Nel film non compare Antonietta, la migliore amica di Beatrice.
- Nel film Pericle è paralitico a causa di un intervento chirurgico mal riuscito, mentre nello spettacolo teatrale lo è a causa di un incidente automobilistico.
- Nel film Volpetti è un primario, mentre in Passerotti o pipistrelli è un ingegnere tessile.
- Nello spettacolo teatrale la storia principale è la storia d'amore tra Mario e Maria Grazia, mentre nel film ruota intorno alla denuncia contro Lamappen.
- Pericle nel film ha il cognome "Caruso" mentre nell'altro spettacolo si chiama "Sisti"

## Citazioni e riferimenti
Massimo Ceccherini e Nando Paone  rendono omaggio a Totò e Peppino De Filippo nel film Totò, Peppino e la... malafemmina, citando la scena in Piazza Duomo a Milano in cui interpellano un vigile parlando in un francese maccheronico, e quella, divenuta un cult della comicità, in cui scrivono la lettera indirizzata alla "malafemmina". Tutte le scene marittime sono girate a Forte dei Marmi. Ben riconoscibile in particolare il pontile, dove Salemme augura "buona pesca" ad alcuni pescatori del posto, beccandosi una rispostaccia, secondo lo stereotipo che vuole cacciatori e pescatori superstiziosi in proposito.